# Conistra mixta
Conistra mixta là một loài bướm đêm trong họ Noctuidae.